# Run-time type information
Runtime Type Information (frequentemente abreviado para RTTI; Informação de Tipo [de Dado] em Tempo de Execução em inglês) é uma técnica disponível em algumas linguagens de programação e que consiste em manter informação sobre o tipo de dado de um objeto em memória durante o tempo de execução de um programa de computador. Algumas implementações limitam-se a manter somente a árvore de heranças da classe enquanto outras também incluem informações dos métodos do objeto e seus atributos.

## Uso em C++
Apesar de disponível em várias linguagens, o termo RTTI é tipicamente utilizado somente em discussões do C++. Para utilizar o operadores dynamic_cast<> ou type_info, o RTTI deve estar ativado. O seguinte exemplo ilustra a técnica:
```
class
 
base

{

   
virtual
 
~
base
(){}

};

 

class
 
derivada
 
:
 
public
 
base

{

   
public
:

      
virtual
 
~
derivada
(){}

      
int
 
compare
(
derived
 
&
ref
);

};

 

int
 
meu_comparador_para_ordenacao_generica
(
base
 
&
ref1
,
 
base
 
&
ref2
)

{

   
derivada
 
&
d
 
=
 
dynamic_cast
<
derivada
 
&>
(
ref1
);
 
// RTTI é usado aqui

 

   
return
 
d
.
compare
(
dynamic_cast
<
derivada
 
&>
(
ref2
));

}

```

Na linha indicada o RTTI habilita o processo de lançar a exceção bad_cast caso a conversão de tipo não for possível. Note que é impossível obter tal informação em tempo de compilação, por isso a utilização de uma estrutura em tempo de execução para realizar tal tarefa.

## Uso em Delphi
O Delphi também disponibiliza uma forma do RTTI, que permite determinar se um objeto é de uma classe ou de suas derivações. Para isso são usados os operadores is, que verifica o tipo, e as, que verifica a conversão do tipo.
O RTTI provê um modo de determinar se o tipo de um objeto é de uma classe em particular ou de um dos seus descendentes. Os operadores ‘is’ e ‘as’ geralmente usados na linguagem Delphi, baseiam-se de alguma forma na presença do RTTI. O operador ‘is’, que executa dinamicamente a verificação de tipo, é usado para verificar a classe atual de um objeto em tempo de execução.
O seguinte exemplo ilustra a técnica:
```
procedure
 
TFormulario
.
Button1Click
(
Sender
:
 
TObject
)
 
;

var

  
ClassRef
:
 
TClass
;

begin

   
MyListBox
.
Clear
;

   
ClassRef
 
:=
 
Sender
.
ClassType
;

   
while
 
ClassRef
 
<>
 
nil
 
do

   
begin

     
MyListBox
.
Items
.
Add
(
ClassRef
.
ClassName
)
 
;

     
ClassRef
 
:=
 
ClassRef
.
ClassParent
;

   
end
;

end
;

```

No exemplo acima, a rotina listará a árvore de herança desde a classe TButton até a classe TObject.